# 練り物 (祭り)
練り物（ねりもの）とは、神輿などを中心とした祭礼行列のこと。「練物」「邌り物」「邌物」と表記されることもある。
祭礼行列には意匠を競った風流（ふりゅう）の山車、屋台、山鉾、傘鉾、車楽や、時代行列などの仮装の一団が付随する。
練り物を奉納する際や観衆へ披露するのに動かす様子のことを練る（ねる）という。また、練り物を敬って「御練り」（おねり）と呼ぶ地域や、略して「練り」（ねり）と呼ぶ地域もある。